# Spiropyran

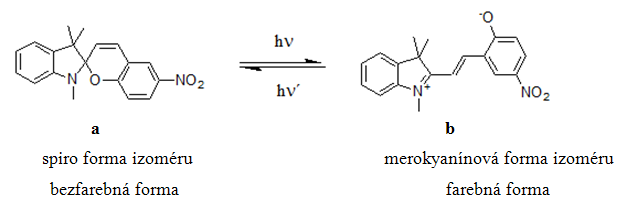
Fotoizomerace spiropyranu

Spiropyrany jsou termální reverzibilní fotochromické přepínače T-typu, které se pod vlivem tepla vracejí do jejich původní formy (nitrospiropyrany dávají zpětnou reakci ve tmě již v průběhu 10 minut při pokojové teplotě).
Spiropyranová forma (SP) sloučeniny je bezbarvá na rozdíl od merokyaninové formy (MC), která je barevná. Při izomerizací jde o elektronové přeskupení a vytvoření konjugovaného systému. "Spiro" uhlík v sp3 hybridizaci prochází díky přesunu π elektronů na uhlík v sp2 hybridizaci, který má v prostoru planární uspořádání. Po ozáření světlem vazba mezi "spiro" uhlíkem a kyslíkem zanikne, kruh se otevře a dojde k rotaci aromatické benzenové části.